# Willi Sandforth

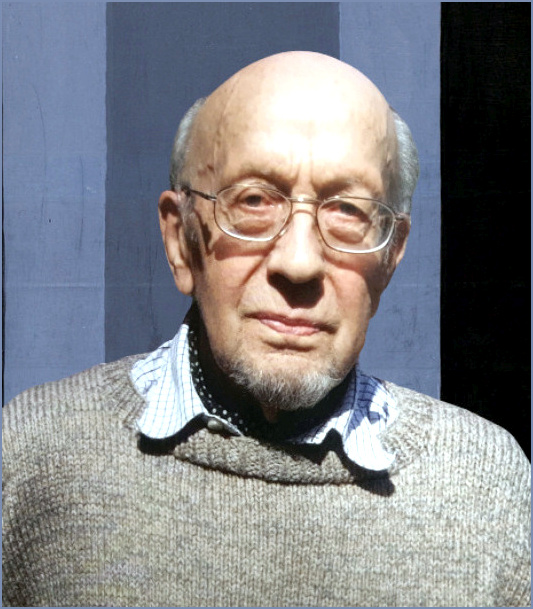
Willi Sandforth vor Gemälde, 2012

Willi Sandforth (* 10. Januar 1922 in Ahlen im westfälischen Münsterland; † 7. Januar 2017 in Rietberg in Ostwestfalen) war ein deutscher Maler und Grafiker und ein bedeutender Vertreter des Konstruktivismus.

## Leben

### Frühe Jahre (1922 bis 1947)
Willi Sandforth war das jüngste von fünf Kindern. Sein Vater war Vorarbeiter in einem Emaillierwerk und seine Mutter gelernte Hauswirtschafterin. Die frühen Kindheitseindrücke der Ahlener Industriebauten prägten das Sehen des Künstlers ebenso wie erste Begegnungen mit zeitgenössischer Kunst. So gelangte ein Sammelbildchen aus einer Zigarettenschachtel, das die „Pinie am Meer“ von Carlo Carrà zeigte, in die Hände des Heranwachsenden, der von der Klarheit und Strenge des Bildaufbaus tief beeindruckt war.

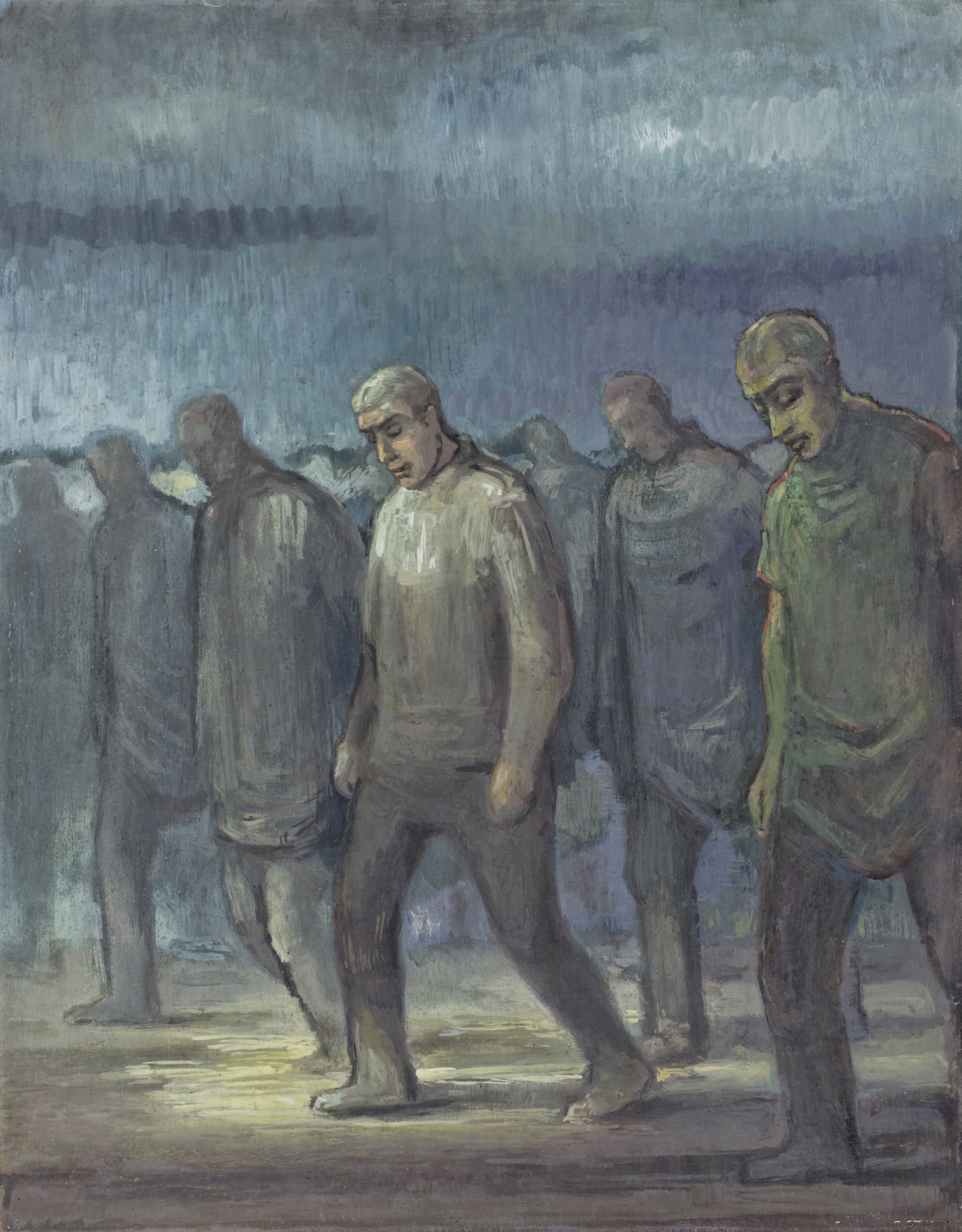
Das Ende, Triptychon II, 1946

Bereits als Jugendlicher schuf Sandforth Porträts seiner Eltern in altmeisterlicher Manier ohne bis dahin eine künstlerische Ausbildung genossen zu haben. 1938 fertigte er -weiterhin ohne entsprechende Unterweisung- eine Gipsbüste als plastisches Selbstporträt, von der nur noch ein Foto existiert. Nach dem Abschluss der Volksschule absolvierte er auf Wunsch seiner Eltern eine handwerkliche Lehre als Dekorateur. 1939 besuchte er eine Klasse für Gebrauchsgrafik an der späteren Werkkunstschule in Bielefeld, bis er zum Kriegsdienst einberufen wurde. Er geriet bei Kriegsende in französische Gefangenschaft, die ihm nicht nur die typischen Entbehrungen, sondern auch Eindrücke der südfranzösischen Landschaft und des Straßburger Münsters bereiteten. Nach dem Lagerbesuch von Kontrollfunktionären wurde er zum Lagerverantwortlichen für den Bereich Kunst ernannt, was ihm zeitweise ermöglichte, zu zeichnen und Aquarelle zu malen. Im April 1946 konnte er wieder in sein Elternhaus zurückkehren, wo er zunächst Eindrücke des Grauens von Krieg und Gefangenschaft in einem bedrückenden Triptychon festhielt, ehe er in der Lage war, sich klassischen Malthemen „mit bewusster Farbigkeit“ zuzuwenden.

### Ausbildung und erste Jahre als freischaffender Künstler(Kassel und München 1947–1954)
Als im Herbst 1947 die Werkakademie Kassel, (heute: Kunsthochschule Kassel) den Unterricht wieder aufnahm, schrieb Sandforth sich ein, um bei Kay Heinrich Nebel zu studieren. Es entstanden Naturstudien, figürliche Kompositionen, Zirkusbilder und Straßendarstellungen. Als Nebel im zweiten Semester erkrankte, erwog Sandforth die Fortsetzung seines Studiums an der Münchener Kunstakademie bei Xaver Fuhr. Dazu kam es jedoch nicht, nachdem ihm ein für seine weitere Entwicklung aussichtsreiches Volontariat bei Hermann Lohe in der Restaurierungsabteilung der Münchener Staatsgemäldesammlung bot. Diese Tätigkeit nahm in so ihn Anspruch, dass er sich daneben nicht, wie er erwartet hatte, als freischaffender Künstler betätigen konnte. So verließ er 1951 die Galerien und beendete damit gleichzeitig seine Ausbildung, einer ungewissen Zukunft als freier Maler voller Hoffnung entgegensehend.

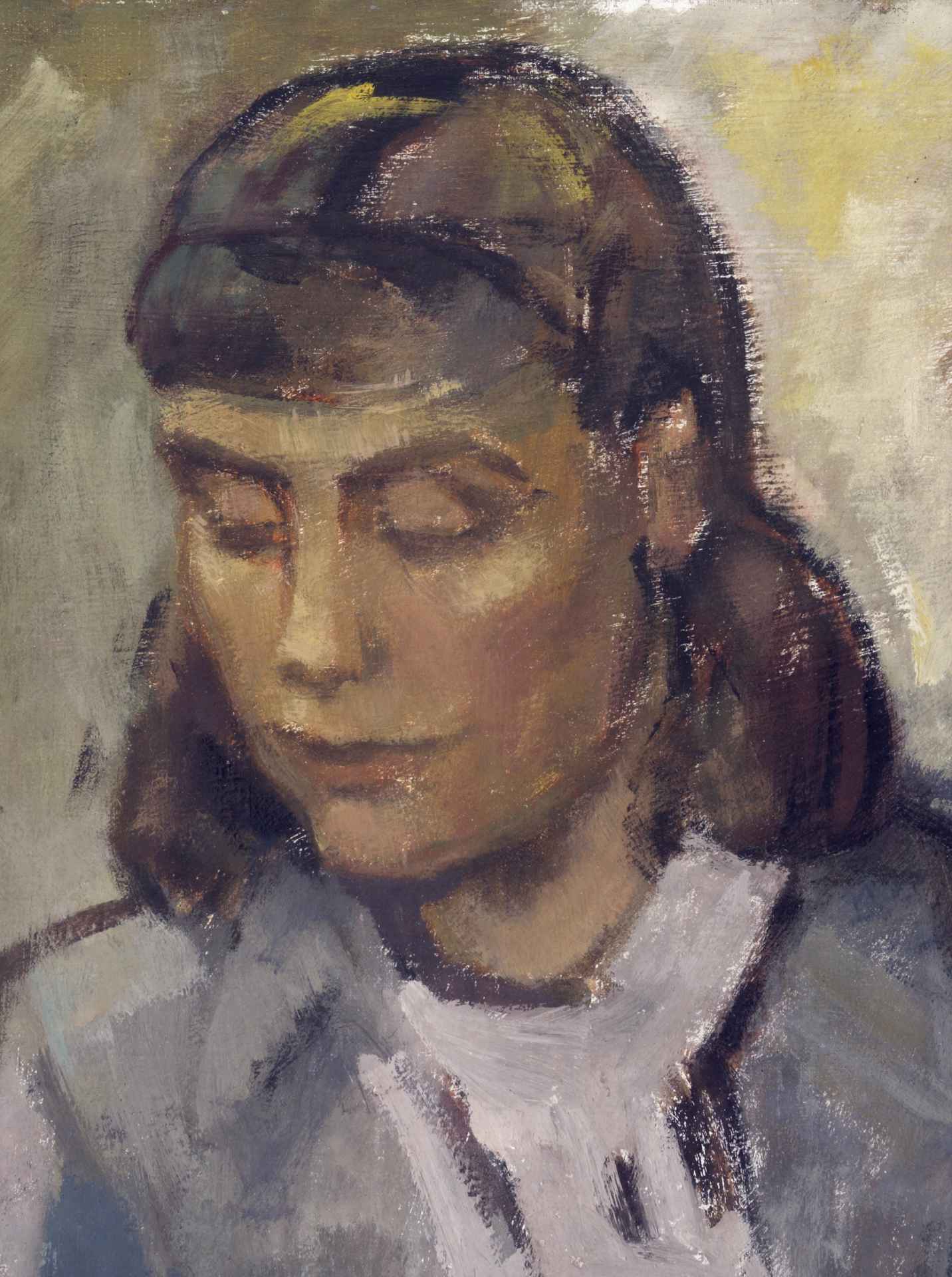
Lotte, frühes Porträt, 1947

Sandforth hatte 1951 seine Kommilitonin Charlotte (Lotte) Kaupmannsennecke, von der er schon 1947 ein erstes Porträt gemalt hatte, geheiratet. Diese unterstützte ihn durch ihre Berufstätigkeit als in München gefragte Grafikerin und Layouterin, deren Arbeit Sandforth schätzte und bewunderte. Das junge Paar mit ihrem keinen Sohn Hans Georg fand Freunde unter Künstlern und Journalisten. Sandforth zeichnete das zerstörte und das erhalten gebliebene München und seine Umgebung und schuf sein Gemälde Großstadtkinder. Schon 1950 war er Mitglied der Neuen Münchner Künstlergenossenschaft geworden, jetzt trat er auch dem von Hannes König gegründeten Schutzverband bildender Künstler bei, der u. a. Ausstellungen organisierte, zu denen Sandforth Werke beisteuerte. An der Großen Kunstausstellung München beteiligte sich Sandforth von 1952 bis in die 1970er Jahre. Gleichwohl war es mühsam, sich als junger freier Maler gegenüber den schon etablierten zu behaupten.

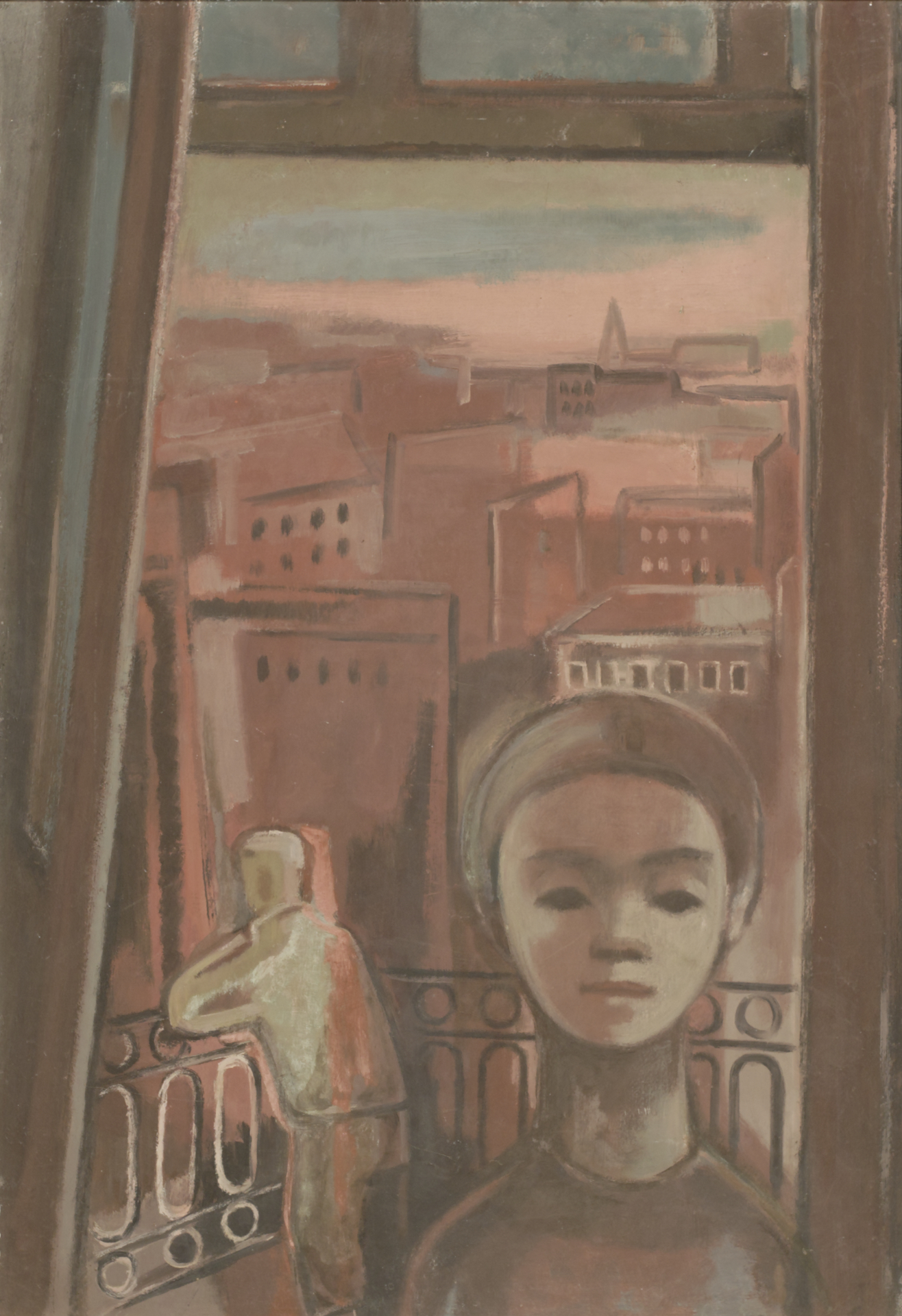
Großstadtkinder, 1952

1953 reiste Sandforth über Greetsiel und Sylt an die jütländische Nordseeküste. Mitgebrachte Skizzen und Gemälde, letztere waren teilweise im Atelier auf Basis der Skizzen entstanden, stelle er 1954 im Kunstpavillon München aus, die Presse berichte ausführlich. Um die Werke anderer Maler kennen zu lernen, fuhr Sandforth bis nach Neapel, wo er die Fresken von Hans von Marées besichtigte, die zu den Hauptwerken der deutschen Malerei des 19. Jahrhunderts gerechnet werden. Weitere Studienreisen führten ihn an den Gardasee, nach Holland und zu den Lofoten.

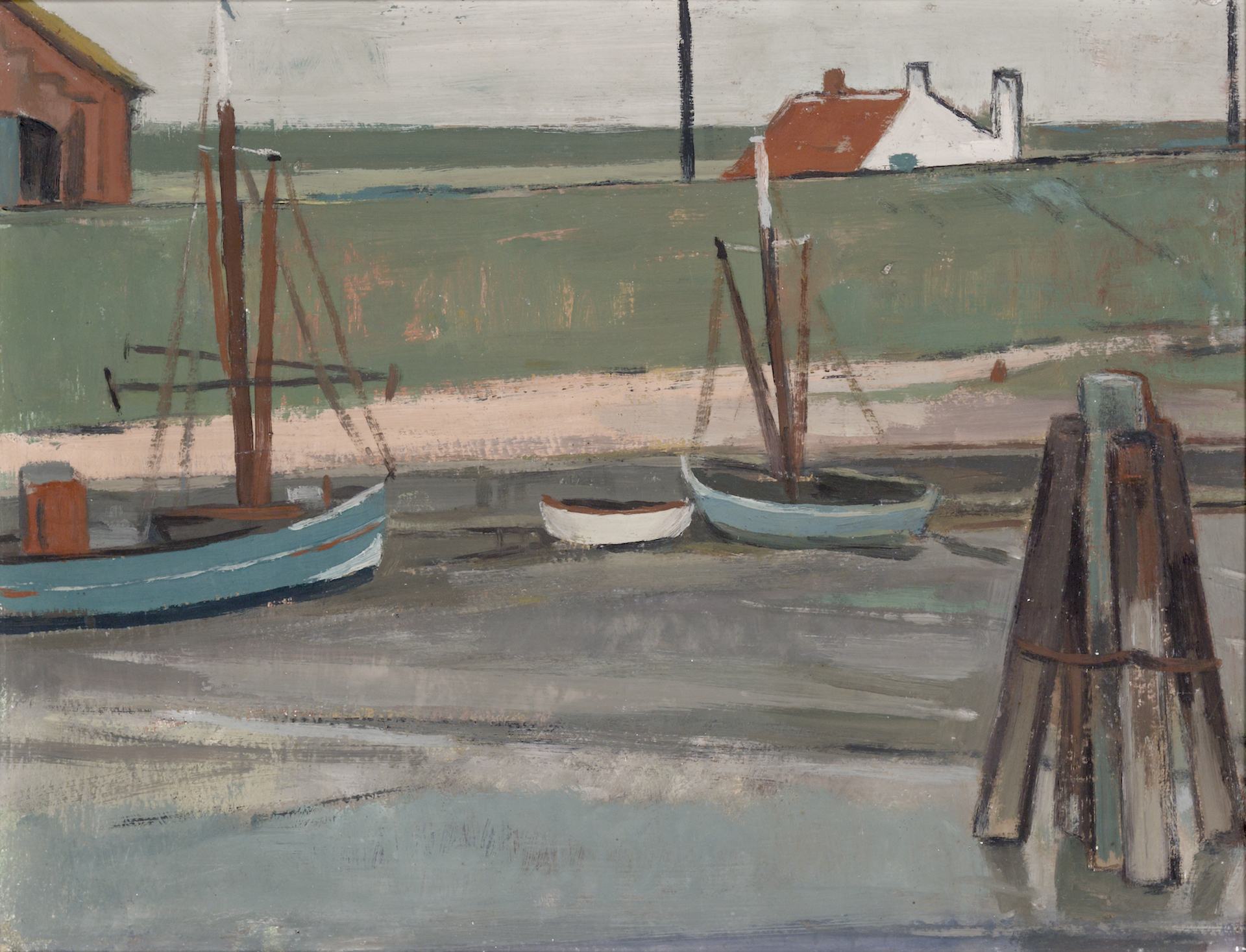
Greetsiel, Ebbe im Hafen, 1952

Als im Herbst 1954 die Geburt des zweiten Kindes bevorstand, entschloss sich das Paar, nach Westfalen zurückzukehren. Sie fanden eine Wohnung im ostwestfälischen Gütersloh, wo Sandforths Schwiegereltern ein eigenes Haus bewohnten. Zuvor reiste Sandforth noch mit seinem 14 Jahre älteren Kollegen Josef Seidl-Seitz zum Malen nach Niendorf (Timmendorfer Strand). Seidl-Seitz war durch verschiedene Ausstellungen bekannt und u. a. Juror der „Großen Kunstausstellung“. Zusammen mit ihm und einigen Künstlern aus München organisierte der Beckumer Kunstverein im Anschluss an die Studienreise im Kreis Warendorf eine Ausstellung. Dazu hieß es in der Westfälischen Rundschau vom 21. Dezember 1954: " Willi Sandforth … hat ebenfalls fünf Werke ausgestellt, die eine große Fähigkeit zu kraftvoller Komposition aufweisen und durch ihre noble Farbgebung, die aber bei aller Delikatesse frisch und lebendig ist, den Betrachter fesseln. … Seine Landschaftsbilder sind von einem konsequenten Streben nach schlichter Größe und Linienführung und von feiner Harmonie für Farbe erfüllt."
1957 zog Willi Sandforth mit seiner Familie in das Haus seiner Schwiegereltern, wo sie bis zu ihrem Lebensende wohnten. Sandforth errichtete neben dem Haus ein Atelier, in dem er jederzeit, auch Nachts, arbeiten konnte.

### Schaffensperioden nach seiner Rückkehr nach Westfalen

#### 1954 bis 1968
Im ländlichen ostwestfälischen Raum hatte es Sandforth schwer, an die ersten Münchener Erfolge anzuschließen, da ihm hier in der Provinz die kulturellen Einrichtungen, Museen und vor allem der Austausch mit Kollegen fehlten. Um neben dem Gehalt seiner Frau, die eine Tätigkeit als Kunstlehrerin aufgenommen hatte, das Auskommen für die Familie zu sichern, nahm er bis Ende der 1960er Jahre zahlreiche Aufträge für die Gestaltung von Reliefs, Mosaiken, Wandbildern und Betonglasfenstern im öffentlichen Raum an. Gleichwohl: das Handwerkliche lag ihm, und er gewann ein Gespür für die Fläche, was nicht ohne Einfluss auf seine späteren großformatigen Gemälde blieb. Ein wenn auch nicht ganz neues Thema war für ihn die Industrielandschaft. Um 1962 entstand sein Werk Fördertürme, nachdem er u. a. Fernand Léger und dessen Bild Les Constructeurs studiert hatte. Zu einem weiteren Thema, Stillleben, ließ Sandforth sich gegen Ende der 1950er Jahre von Giorgio Morandi anregen.

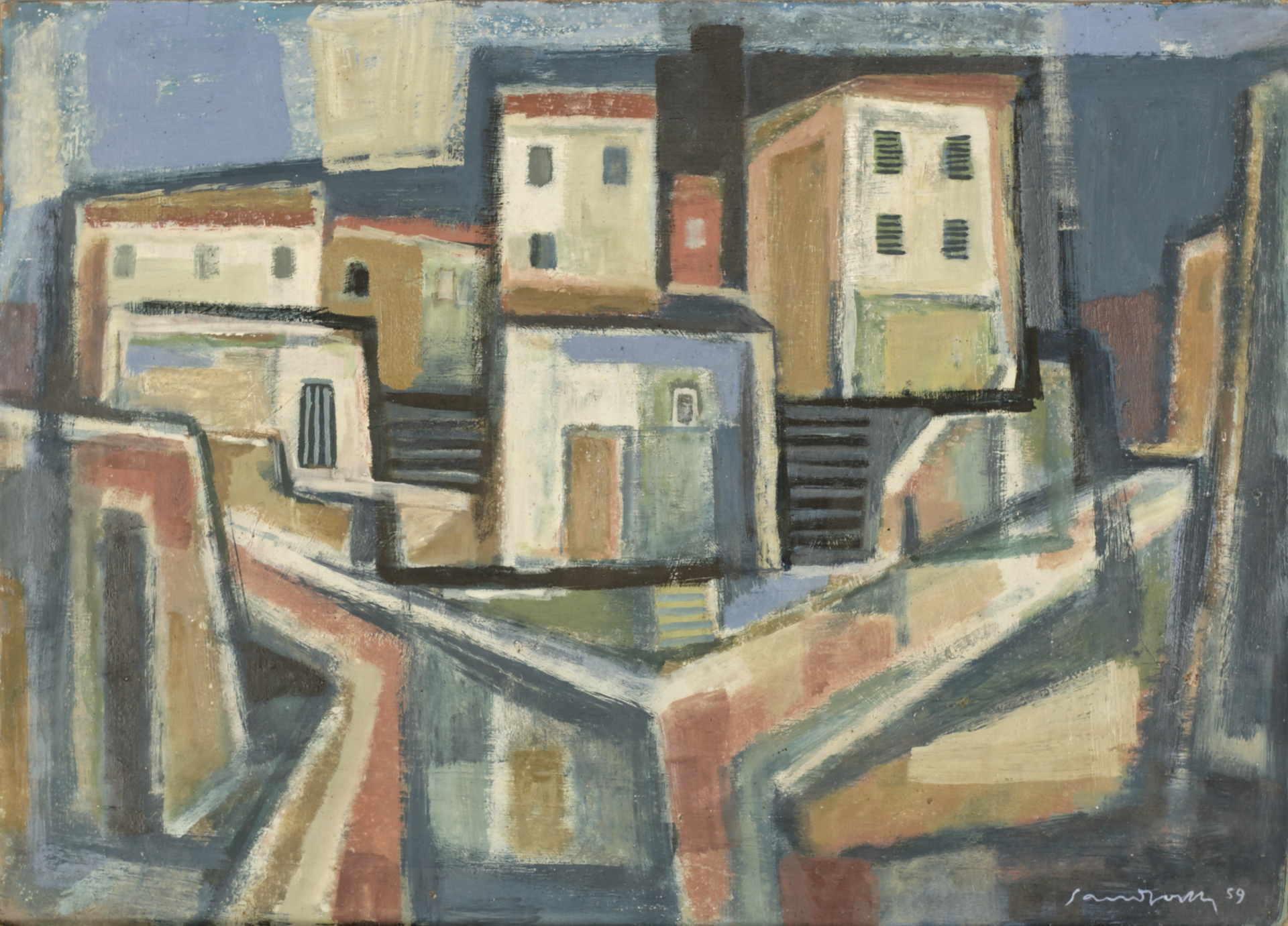
Auf Elba, 1959

Den November 1956 verbrachte Sandforth, wiederum gemeinsam mit Seidl-Seitz, zum ersten Mal auf Elba. Beeindruckt von der Landschaft der Insel, entstanden unzählige Skizzen, in denen der Künstler einzelne Elemente der ihn umgebenden Natur geometrisierte und dadurch auf dem Papier so vereinfachte, bis er sie geradezu typisierte. 1958 unternahm er mit Paul Schneider, einem Kommilitonen der Kasseler Zeit, der inzwischen sein Schwager und Freund geworden war, eine Studienreise nach Elba, Ischia, Rom und Neapel, um neue Motive zu finden und vertieft an der eigenen Formsprache zu arbeiten.
Ein weiterer Wegbegleiter Sandforths war der Ahlener Künstler und Kunsterzieher Hermann Schweizer, mit dem sich Sandforth immer wieder austauschte. Mit ihm und Paul Schneider unternahm Sandforth 1961 eine Studienreise nach Griechenland, die für alle außerordentlich inspirierend war. Für Sandforth war der Blick auf die faszinierende Architektur von Santorin „der entscheidende Anstoß, von der Räumlichkeit abzuweichen und die Strukturen von nun an verstärkt in die Fläche zu setzen. … Santorin gab Sandforth daher möglicherweise nur den letzten Impuls, um von nun an mit einem anderen Bewusstsein seine Entwicklung konkret voranzutreiben.“
Hatte Sandforth bis dato bereits eine reduzierte und klare Formsprache gefunden, die in der bildnerischen Tradition der Neuen Sachlichkeit gründete, entwickelte sich seine Kunst nun stärker in eine konstruktivistische, von strengerer Bildarchitektur geprägte Form. Davon zeugen die 1963 auf einer Einzelausstellung gezeigten Landschaftsbilder und Grafiken. In diesen Schaffenszyklus gehören ebenso Zeichnungen von Felsklippen auf Bornholm, Motive aus Elba und den Kykladen, vom Gardasee und aus Holland. Hermann Schweizer beschreibt in einem Text zu einer Ausstellung 1973, auf der Sandforth diese Bilder unter dem Titel „Studienfahrten eines Malers“ zusammenfasste, dass sich Sandforth gerade zu den Stellen auf Bornholm und am Gardasee hingezogen fühlte, „an denen der geordnete kristalline Aufbau der Felsen in seiner klaren, nackten Form und der Vielfalt seiner Stufungen sichtbar wurde.“

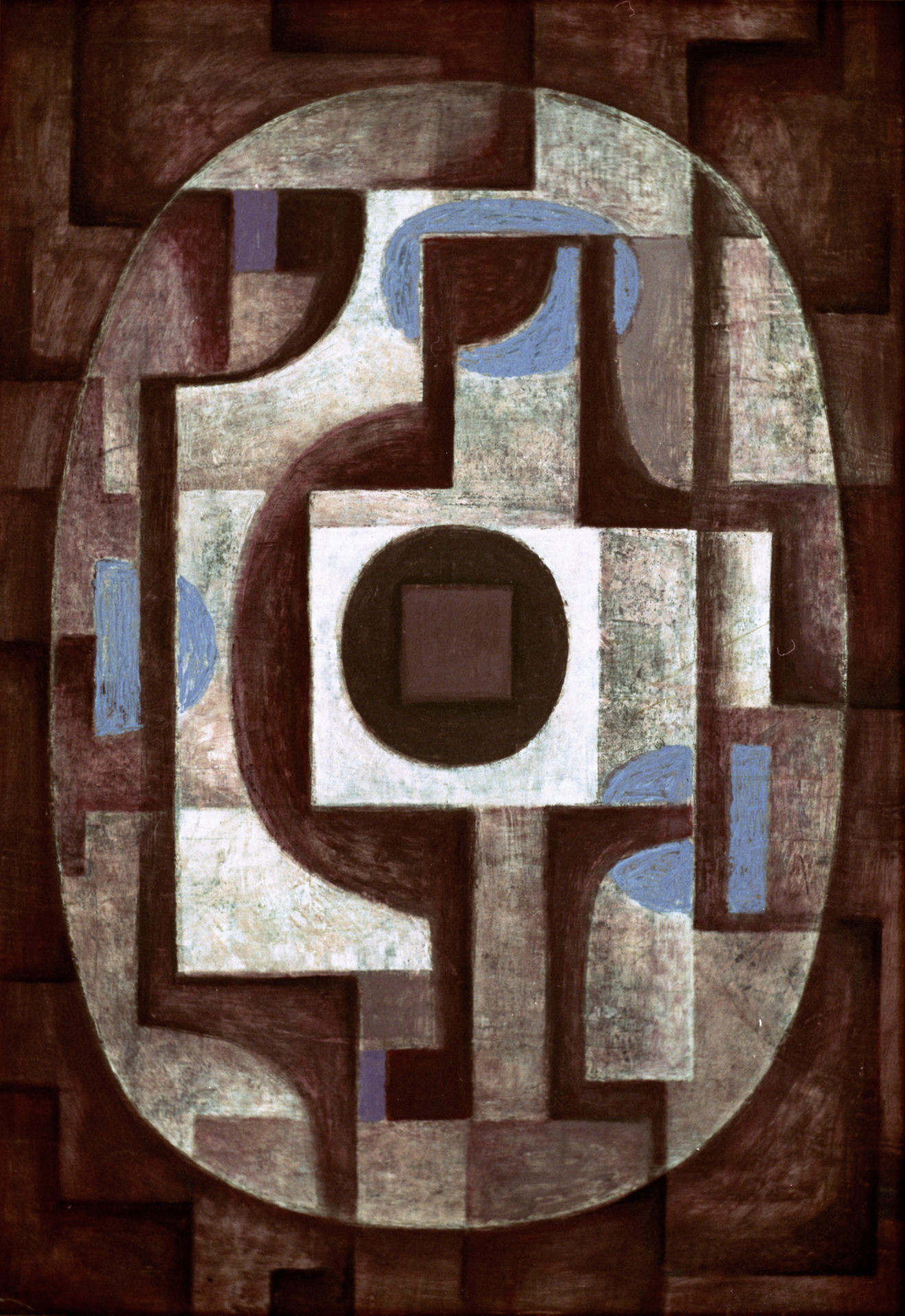
Konzertant, 1968

Sandforths Entwicklung zum überwiegend konstruktivistischen Maler kann bei Betrachtung seiner Bilder und deren Entstehungsjahre in 1968 als abgeschlossen angesehen werden. Sein letztes gegenständliches Bild malte er 1982, ein Stillleben, das er um 2000 noch einmal überarbeitete. Weiter bemerkenswert ist sein neuer Farbauftrag. Er verwendete häufig Hartfaserplatten, wobei er nicht wie üblich die glatte, sondern die raue Seite bemalte, die durch ihre Struktur einen glatten Farbauftrag nicht zulässt. „Er trägt die Farbe auf, spachtelt Farbschichten darüber, glättet diese erneut, trägt nochmals teils dünne, durchscheinende Farbschichten auf, bis eine in sich strukturierte Fläche mit einer Tiefenwirkung entsteht, die dem Werk seine Lebendigkeit verleiht. Häufig liegen unterschiedlich dichte Flächen nebeneinander, um die Spannung im Bild zu erhöhen und Sandforth nimmt sich Tage, Wochen, sogar Monate Zeit für diesen Farbauftrag.“
Insgesamt lassen sich die 1960er Jahre, was seine malerische Entwicklung anbetrifft, als eine Periode der Orientierung ansehen. Sandforth beteiligte sich zu dieser Zeit nur an vereinzelten Ausstellungen, so dass Selbstfindung und Neuerfindung überwiegend in der konzentrierten Arbeit ablaufen konnten.

#### Die aktiven Jahre 1969 bis 1979
Der neue Abschnitt beginnt mit gleich sechs Ausstellungen: Im Sommer 1969 stellt Sandforth als Mitglied der Künstlergruppe „arcus“ im städtischen Museum Herford fünf Bilder aus. Im Herbst 1969 werden Werke von Sandforth und Herbert Schlimgen in den Räumen der Deutschen Bank in Gütersloh präsentiert. Im Herbst 1970 findet eine weitere Ausstellung zusammen mit anderen Mitgliedern von arcus auf Schloss Ringenberg statt. 1971 folgt die Ausstellungsbeteiligung „Neue Kunst in alter Abtei“ in der Abtei Liesborn. Auf der Ausstellung „Künstler aus Ostwestfalen“ in der Kunsthalle Bielefeld ist Sandforth 1969 und 1971 vertreten. Hier zeigte Sandforth erstmalig eine Gruppe von 15 abstrakten Werken. „In diesen Gemälden hatte er in kurzer Zeit seine Formensprache konkretisiert und Werke geschaffen, die durchgängig von einer großen Harmonie und Ausgeglichenheit gekennzeichnet sind.“
Anlässlich des 50. Geburtstages des Künstlers 1972 organisierte Bernhard Rest, Vorsitzender des Kunstvereins, eine Einzelausstellung in der Abtei Liesborn. Als neue Arbeit zeigt Sandforth hier das Gemälde Kreuz im Oval, mit dem er zum ersten Mal die Kreuzform thematisiert, die er hinfort immer wieder in einer reinen Form aufgreift, die keine Assoziation mit dem christlichen Kreuz aufkommen lässt.
1973 unternahm Sandforth wieder zusammen mit Paul Schneider und Hermann Schweizer eine Reise zu den Lofoten vor der Küste Norwegens. Die Schluchten und die massiven Felsformationen, die seine Skizzenbücher füllten, faszinierten ihn so sehr, dass er sich 1976 ein weiteres Mal dorthin aufmachte. Die Ölgemälde nach den Skizzen entstanden dann im häuslichen Atelier in schlichter sachlicher Reduzierung. Die aus der ersten Reise stammenden Gemälde, die jedoch im Atelier und nicht unmittelbar vor der Natur entstanden, präsentierte der Künstler unter dem Titel „Skizzen aus dem Norden“.

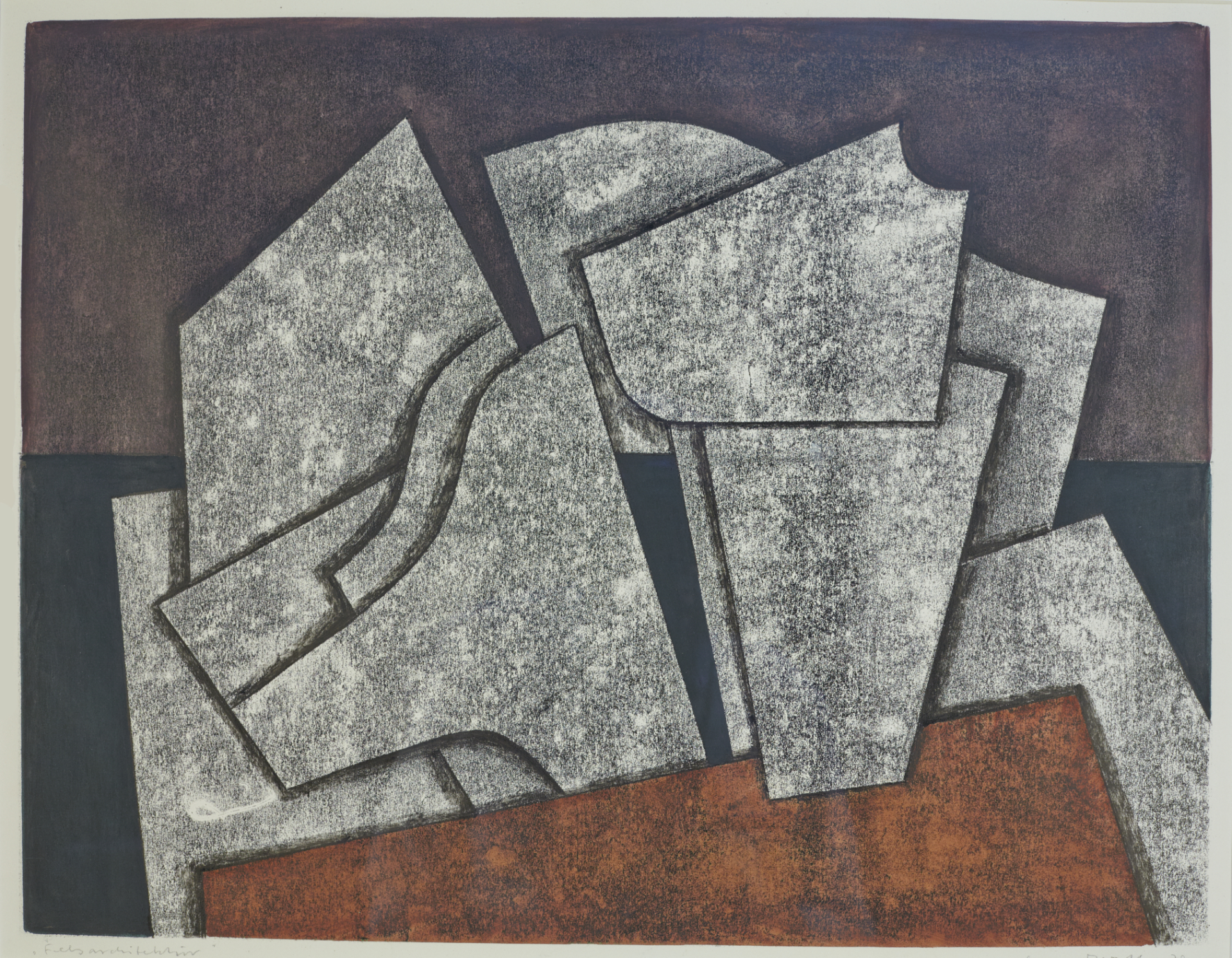
Felsarchitektur, 1978

Anfang der 1970er Jahre lernte Sandforth den Maler Fritz Winter kennen, der zu den bedeutendsten deutschen Vertretern abstrakter Malerei zählt. Obwohl Winter 17 Jahre älter ist als Sandforth, finden beide schnell einen engen Austausch. Winter hatte sich schon viele Jahre zuvor mit abstrakter Malerei befasst und eigene, abstrakte Bildlösungen gefunden. 1975 stellte er Sandforth seine in Ahlen lebende Nichte Helga Gausling (1939–2022) vor, die dort im selben Jahr das Fritz-Winter-Haus eröffnete. Sandforth half u. a. beim Aufbau ihrer ersten Kunstausstellung 1978 und bestritt dort in der Folgezeit selbst zahlreiche Ausstellungen, darunter häufig Einzelausstellungen.
Ende 1979 brach Sandforth zu einer Reise nach Südfrankreich auf, wo er auch Antibes und Aix-en-Provence besuchte. Wie auch schon während seiner Kriegsgefangenschaft, nahm in die sonnengetränkte Landschaft gefangen. Er kam mit einer Vielzahl von Aquarellen und Skizzen zurück in sein Atelier.
Nach rein quantitativen Maßstäben waren die Siebziger Jahre die künstlerisch aktivsten im Leben des Künstlers. Sandforth beteiligte sich an 23 Ausstellungen und bestritt 5 Einzelausstellungen. Allein das Gemäldeverzeichnis weist 170 neue Werke aus: Von Architektur- und Reliefarbeiten bis zu geschichteten Schablonen, mit klarem Bildaufbau und seiner höchst eigenen abstrahierenden Formensprache.

#### Die ruhigeren 1980er Jahre

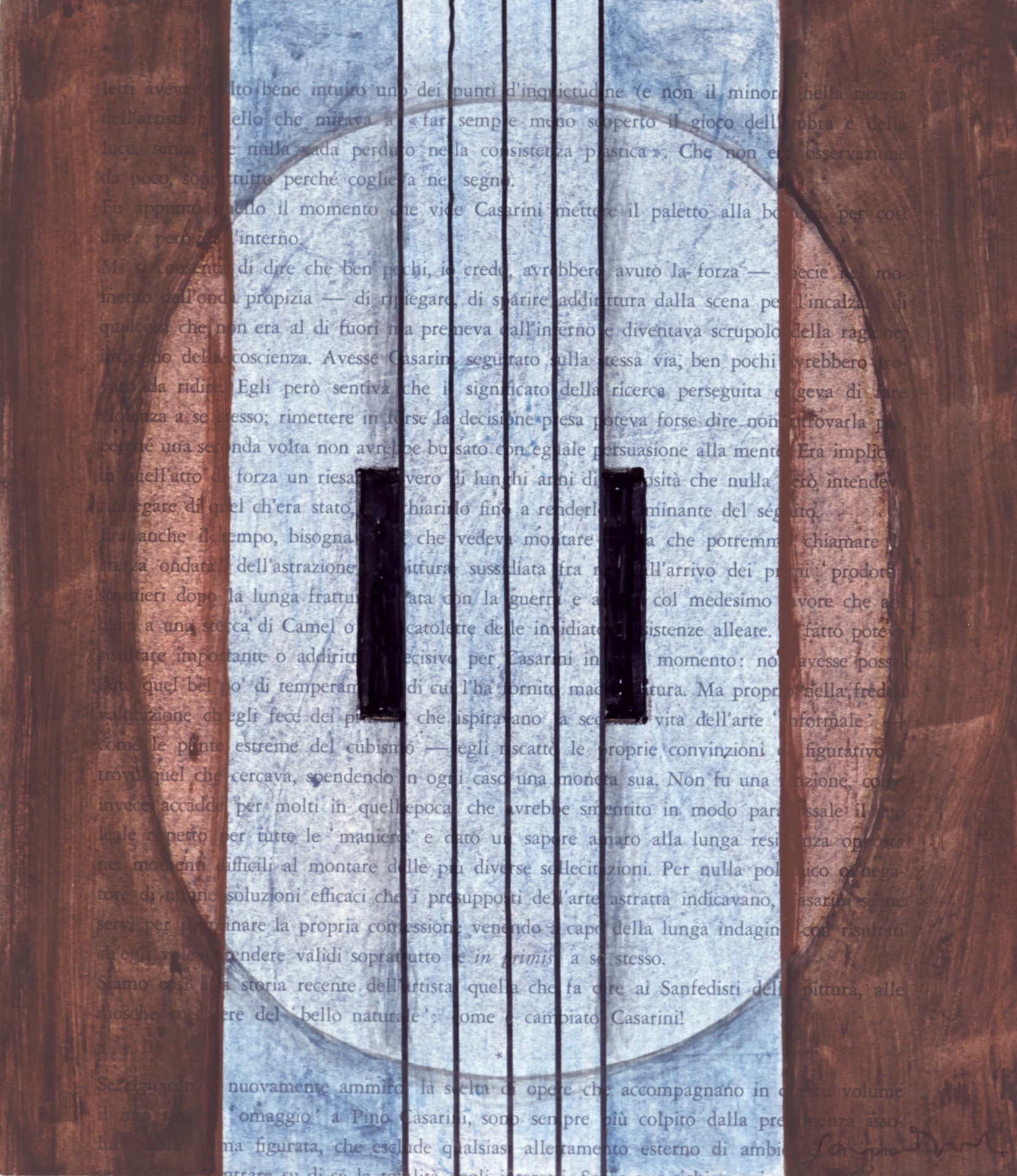
Casarini, 1994

1979 lernte Sandforth den Maler Heinrich Siepmann (1904–2002) kennen, einen der bedeutendsten Vertreter der deutschen Nachkriegs-Avantgarde. Als langjähriger Freund übte dieser einen nicht geringen Einfluss auf Sandforths malerische Weiterentwicklung aus, ausgehend von Gemeinsamkeiten in der Vita, in der Auffassung von Kunst im Allgemeinen sowie in Fragen der Bildform und des Bildaufbaus. Dieses Jahrzehnt ist von größerer Ruhe geprägt: weniger Ausstellungen, weniger Reisen, eine reduzierte Zahl neuer Gemälde. Es scheint, als habe Sandforth die Ruhe im Atelier benötigt, um den eigenen künstlerischen Ausdruck zu hinterfragen, weiterzuentwickeln und zu neuen streng ungegenständlichen, konstruktivistischen Bildideen zu gelangen. Das Verhältnis der Formen zueinander und zur gesamten Bildarchitektur zieht sich thematisch durch die frühen Werke der 1980er Jahre. Das erste Werk in strenger Symmetrie, Gegeneinander mit Halbrunden in der großen Fassung, signiert er noch vorn mittig. Die Ambivalenz zwischen Ruhe und Spannung im Aufbau der einzelnen Bildelemente erweitert Sandforth um die Einführung einer Senkrechten als akzentuierendes Moment in seinen Gemälden. An diesen Arbeiten lässt sich erkennen, wie der Maler um eine Balance im Bild ringt, wie die aufstrebende oder herabsinkende Form In Einklang gebracht werden, wie Farbflächen und Flächenbegrenzungen einander umkreisen. Und schließlich bewegt er sich von der abstrakten Kunst hin zur Art Concret nach Theo van Doesburg: Nichts ist konkreter als eine Linie, eine Farbe, eine Fläche. Für Sandforth gehören aber auch Harmonie, Gesetzmäßigkeit und Ausgewogenheit dazu. Seine Bilder mit wenigen gegeneinander versetzten Farbflächen lassen ein harmonisches Raumgefüge entstehen.

### Das Spätwerk

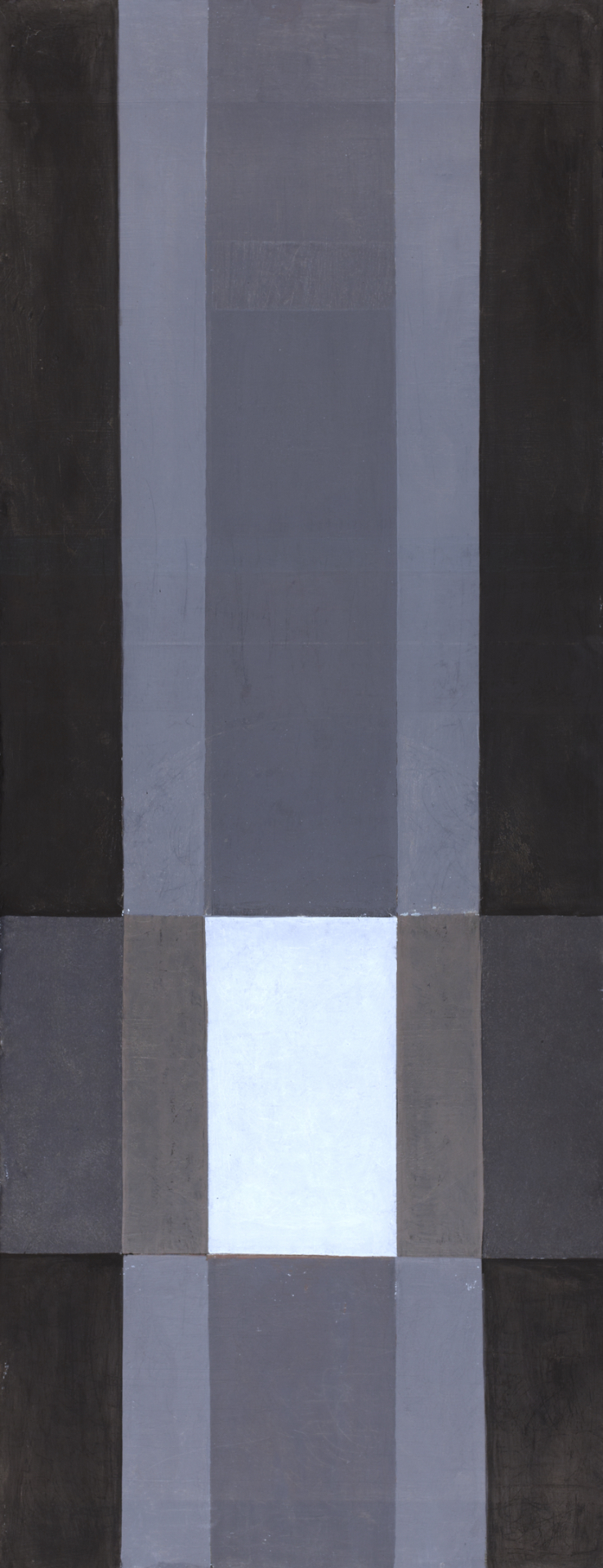
Tiefes Kreuz, 2012

In den Arbeiten seit Anfang der 1990er Jahre treten scheinbar zwei neue Themen auf, die Stele und das Triptychon, nur deshalb scheinbar, weil sich Rückbezüge auf erste Anfänge seines künstlerischen Schaffens ausmachen lassen. Während in der Bildhauerei Arbeiten an Stelen nicht ungewöhnlich sind, ist die Stele als Bildform eine selten genutzte, zumal in der figurativen Malerei. Sowohl das Triptychon als auch die Stele greifen als Reminiszenz tradierte Formen der sakralen Kunst West- und Nordeuropas auf, so dass beide Bildformen beim Betrachter Bilderinnerungen wecken, ohne dass Sandforth diese aber mit religiösen Bildinhalten erfüllt hätte. Er nutzte vielmehr die strenge rein vertikale Form der Stele, um mithilfe eines reduzierten geometrischen Formvokabulars so dem Sehenden den Eindruck einer räumlichen Situation zu vermitteln. Während der junge Künstler sein erstes Triptychon 1946 mit dem Titel Das Ende in einem Zuge schuf, sind es jetzt in drei unterschiedlichen Jahren (1996, 2000, 2001) entstandene Gemälde, die er zu einem Triptychon zusammenstellt und damit nicht nur eine Werkgesamtheit schafft, sondern die einzelnen Gemälde gleichsam in architektonische Interaktion zueinander setzt.
Zu Beginn des neuen Jahrtausends erkrankte seine Frau Lotte; sie starb 2006. Danach dauerte es lange, bis Sandforth sich wieder auf die Malerei konzentrieren konnte. Neben kleineren Gemälden entstandenen auch mehrere größere Stelen in Formaten von 140 × 50 cm und 130 × 60 cm sowie ein Oval mit 100 × 75 cm – Meisterwerke am Ende eines langen und entwicklungsreichen künstlerischen Lebens, in dem der Künstler nach eigenem Bekunden stets seinem inneren Kompass folgte.

## Ausstellungen
Wili Sandforths Werke wurden von 1951 bis kurz vor seinem Tod und weiteren nach seinem Tod in mindestens 80 Ausstellungen gezeigt. Davon waren mindestens 16 Einzelausstellungen.
Die Werke wurden unter anderem ausgestellt in München (mehrfach: Haus der Kunst), Stuttgart, Berlin, Linz (Österreich), Göteborg (Schweden), Düsseldorf (mehrfach: Große Kunstausstellung), Münster (Landesmuseum), Dortmund, Hamm (Gustav-Lübcke-Museum), Ahlen (mehrfach: Fritz-Winter-Haus und Kunstmuseum Ahlen), Bielefeld (mehrfach: Kunsthalle Bielefeld) und vielen weiteren Städten Deutschlands. Besonders hervorzuheben ist die Ausstellung aus Anlass seines 90. Geburtstages etwas verspätet vom 15. Februar bis zum 24. April 2014
gleichzeitig im Kunstmuseum Ahlen und im dortigen Fritz-Winter-Haus.

## Werke (Auszug)
In dem erwähnten im Handel erhältlichen DIN-A4 großen 207 Seiten umfassenden Werkverzeichnis sind nur seine Ölgemälde erfasst, mehr als 900 und ohne Anspruch auf Vollständigkeit; ca. 200 Ölgemälde konnten hier nicht erfasst werden, da ihr Verbleib (verkauft, verschenkt, verschollen) nicht mehr festgestellt werden konnte. Daneben entstanden noch Tausende von Zeichnungen und Skizzen. Ein Teil dieser Werke befindet sich in Museen, wie u. a. dem Kunstmuseum Ahlen, dem Gustav-Lübcke-Museum Hamm und dem Museum der Abtei Liesborn, viele bei Sammlern und im sonstigen Privatbesitz sowie im Nachlass des Künstlers, der von seinem Sohn verwaltet wird.
Auszugsweise werden davon nachfolgend einige wegweisende der ersten noch gegenständlichen Schaffensperioden und eine kleine Anzahl seiner konstruktivistischen Meisterwerke aufgeführt, soweit sie nicht bereits vorstehend gezeigt werden.

### Gegenständliche Arbeiten
| *                                                              | *                                                                  | *                                                                               | *                                                                         | *                                                                            | *                                                                                        |
| -------------------------------------------------------------- | ------------------------------------------------------------------ | ------------------------------------------------------------------------------- | ------------------------------------------------------------------------- | ---------------------------------------------------------------------------- | ---------------------------------------------------------------------------------------- |
| um 1980: Häuser in Südfrankreich, Öl auf Papier, 68x50, G388   | um 1971: WS 3580 Bergdorf am Gardasee, Öl auf Leinwand, 38x66, G19 | 1965: WS 3586 Kleine Werft (Variante), Öl auf Monotypie auf Papier, 50x70, G178 | 1966: WS 3587 Indemini (Tessin), Öl auf Monotypie auf Papier, 55x70, G181 | WS 3588a ohne Titel, Zeichnung, Tusche auf Papier, aquarelliert              | WS 3589 o. Titel, Zeichnung, Tusche auf Papier, aquarelliert                             |
| WS 3590 ohne Titel, Zeichnung, Tusche auf Papier, aquarelliert | WS 3591 o. Titel, Zeichnung, Tusche auf Papier, aquarelliert       | WS 3592 ohne Titel, Zeichnung, Tusche auf Papier, aquarelliert                  | WS 3594 o. Titel, Zeichnung, Kreide auf Papier, aquarelliert              | WS 3596 ohne Titel, Zeichnung, Tusche und Filzstift auf Papier, aquarelliert | 1966: WS 3598 Kleiner Hafen (Bornholm), Mischtechnik, Öl auf Monotypie auf Papier, 60x70 |

Weitere Werke
(Fotos dieser Werke sind zu einem Teil enthalten in Gegenständliche Bilder von Willi Sandforth (sh. Weblinks).)
| - um 1946: Selbstportraits, Öl auf Papier, 41x34, G2+3 - 1946: Das Ende (Triptychon I-III), Öl auf Papier auf Pappe, 46x72; 72x56; 46x72, G4-6 - 1948: Hafen in Tönning, Öl auf Pappe, 43x68, G27 - 1948: Zirkus in Kassel, Öl auf Pappe, 30x50, G30 - 1952: Meine Frau, Öl auf Pappe, 1952, 98x68, G41 - 1953: Zugbrücke in Neuharlingersiel, Öl auf Hartfaser, 42x56, G58 - um 1960: Schiffe im Hafen von Tönning, Öl auf Pappe, 31x60, G138 | - 1961: Santorin, Öl auf Monotypie auf Papier, 60x80, G148 - um 1976: Felsen auf Bornholm, Öl auf Papier, 50x70, G317 - 1977: Vor dem Horizont, Öl auf Monotypie auf Papier, 63x90, G318 - um 1980: Verschatteter Hinterhof, Öl auf Papier, 69x50, G378 - um 1981: Felsform mit Schraffur, Öl auf Pappe, 42x33, G426 - um 1889: Obelisk, Öl auf Pappe, 27x13, G559 - um 1989: Skizze eines Frauenkopfes (nach Picasso), Öl auf Sperrholz, 50x45, G543 - um 2000 beendet, begonnen 1982: Stillleben, Öl auf Hartfaser, 25x50, G992 |

### Konstruktivistische Arbeiten
| *                                                                               | *                                                                | *                                                          | *                                                                  | *                                                             | *                                                                      |
| ------------------------------------------------------------------------------- | ---------------------------------------------------------------- | ---------------------------------------------------------- | ------------------------------------------------------------------ | ------------------------------------------------------------- | ---------------------------------------------------------------------- |
| 1966 WS 1450 Streng gebaut, Öl auf Pappe, 100x70                                | 1970 WS 0457 Gestaffelte Flächen in rot, Öl_auf_Hartfaser, 80x60 | 1972 WS 0494 Geometrisches Spiel, Öl auf Leinwand, 152x100 | 1975 WS 3567 Schichtungen und Schraffuren, Öl auf Hartfaser, 57x57 | 1978, WS 3574 Silhouetten, Öl auf Monotypie auf Papier, 65x45 | um 1992 WS 3571 Oval (kleine Fassung), Öl auf Leinwand auf Holz, 19x17 |
| 1978 WS 3570 Schichtungen mit rotem und blauem Akzent, Öl auf Hartfaser, 100x85 | 1990 WS 3570 Gegendruck (kleine Fassung) Öl auf Leinwand 23x11   | 1992 WS 1051 Flächiger Aufbau, Öl auf Hartfaser, 68x98     | 1998 WS 0257 Kleine Stehle in grau, Öl auf Leinwand, 100x30        | 2006 WS 3364 Versetzte Flächen, Öl auf Hartfaser 66x55        | 1992 WS 1400 Tanzende Senkrechte, Öl auf Hartfaser, 30x85              |

Weitere Werke (Fotos dieser Werke sind zu einem Teil enthalten in Konstruktivistische Bilder von Willi Sandforth (sh. Weblinks).)
| - um 1959: Aero, Öl auf Papier, 50x30, G118 - um 1968: Relief (blau), Öl auf Monotypie auf Papier, 49x42, G203 - 1977: Formenschichtung, Lasiertes Öl, Tusche und Bleistift auf Papier, 23x31, G321 - 1978: Vor dem Horizont (II), ÖL auf Monotypie auf Papier, 60x70, G346 - 1975: Rotierend (große Fassung), Öl auf Hartfaser, 100x100, G294 - um 1976: Gespaltene Form, Öl auf Leinwand, 68x50, G388 - 1978: Vor dunklem Grund, Öl auf Monotypie auf Papier, 55x45, G347 - 1980: Mit roter Zäsur, Öl auf Monotypie auf Papier 40x3,0, G390 - um 1985: Geteilter roter Block, Öl auf Holz, 21x18, G491 | - um 1986: Mit kleinem Dreieck, Öl auf Leinwand 23x12, G478 - um 1986: Verschränkt (Variante), Öl auf Leinwand, 24x20, G515 - um 1988: Schichtungen im Oval, 46x58, G539 - um 1991: Doppeltes Trapez, Öl auf Leinwand 23x13, G584* um 1992: Komposition mit Formenreihe im Oval (kleine Fassung), Öl auf Leinwand, aufgezogen auf Holz, 19x17 G597 - 1994: Diagonal – Senkrecht, Öl auf Hartfaser, 23x20, G626 - 1999: Weiße Form mit blauem Akzent, Öl auf Hartfaser, 44x41, G720 - um 1996: Kleines Tafelbild, Öl auf Leinwand, 22X29, G663 |